# Crotalaria ionoptera
Crotalaria ionoptera är en ärtväxtart som beskrevs av Roger Marcus Polhill. Crotalaria ionoptera ingår i släktet sunnhampor, och familjen ärtväxter. Inga underarter finns listade i Catalogue of Life.